# رودي فورد
رودي فورد (بالإنجليزية: Rudy Ford)‏ هو لاعب كرة قدم أمريكية أمريكي، ولد في 1 نوفمبر 1994 في مقاطعة ماديسون في الولايات المتحدة.

## وصلات خارجية
- رودي فورد على موقع مرجع كرة القدم المحترفة.كوم (الإنجليزية)